# Fernando Frutuoso de Melo
Fernando Frutuoso de Melo (* 1955 in Funchal) ist ein portugiesischer EU-Beamter und Generaldirektor.

## Biografie
Fernando Frutuoso de Melo studierte Rechtswissenschaften mit einem Abschluss der Universität Lissabon 1976. Er absolvierte einige Ergänzungsstudien, beispielsweise in öffentlicher Verwaltung an der École Solvay in Brüssel 1988/1989 und europäische Studien 1984/1985 am Instituto Nacional de Administraçao in Lissabon. 
Frutuoso de Melo trat 1975 in die portugiesische Staatsverwaltung ein, wo er bis 1986 verschiedene Posten bekleidete. Seit 1987 steht er im Dienst der Europäischen Union und war in verschiedenen Generaldirektionen tätig: zunächst für zehn Jahre in der Generaldirektion Entwicklung, dann in der Generaldirektion Personal und Verwaltung, der Generaldirektion Erweiterung und von 2009 bis 2012 als Stellvertretender Büroleiter von Kommissionspräsident José Manuel Barroso. Von November 2013 bis Februar 2016 leitete er die Generaldirektion Internationale Zusammenarbeit und Entwicklung (DEVCO).
Von 1999 bis 2003 war er zwischenzeitlich als Rechtsanwalt in Portugal tätig.